# Partit d'Agricultors Letons
Partit d'Agricultors Letons (en letó: Latgales Zemnieku partija) va ser un partit polític de Letònia al període d'entreguerres.
El partit va guanyar 17 escons en les eleccions de l'Assemblea Constituent el 1920 sent el tercer major partit. Tanmateix, en les eleccions de 1922 el partit va aconseguir només un escó. Va guanyar dos escons en les eleccions de 1925, però ja no va participar en cap més elecció posterior.